# Saturday
«Saturday» (с англ. — «Суббота») ― сингл шведского диджея Basshunter, выпущенный в Великобритании 18 июля 2010 года в качестве ведущего сингла с его четвёртого студийного альбома Calling Time. Он занял 21-е место в UK Singles Chart и 5-е в UK Dance Chart. В Ирландии сингл достиг пика на 37-м месте.

## Создание
Песня была написана датскими авторами Cutfather, Thomas Troelsen и Engelina. Для неё были позаимствованы ритм и мелодия из популярной песни «I Like to Move It», написанной Эриком Морилло и Марком Кваши.
14 мая 2010 года было официально объявлено, что «Saturday» станет первым синглом с грядущего четвёртого студийного альбома Basshunter. Премьера состоялась на BBC Radio 1.

Basshunter сказал о песне следующее: 
Это песня о субботах: гулять с друзьями, пить, ходить в клубы, танцевать, встречаться с девушками, а потом, надеюсь, делать что-то еще, когда зайдет солнце.

## Музыкальный клип
| Оценки критиков | Оценки критиков |
| Источник        | Оценка          |
| --------------- | --------------- |
| BBC             | [ 5 ]           |
| Digital Spy     | [ 2 ]           |

Танцы в клипе были поставлены хореографом Миграном Киракосяном. Режиссёрами стали Алекс Херрон и Кетиль Дитрихсон. В нём представлена вымышленная история любви между Basshunter и моделью Айлар Ли. Basshunter поет в ночном клубе в окружении танцовщиц.

## Трек-лист
1. «Saturday» (Radio Edit) — 3:03
2. «Saturday» (Digital Dog Edit) — 3:14
3. «Saturday» (Almighty Edit) — 3:39
4. «Saturday» (Extended Mix) — 5:22
5. «Saturday» (Digital Dog Remix) — 6:05
6. «Saturday» (Almighty Remix) — 6:59
7. «Saturday» (Mark Breeze Remix) — 5:50
8. «Saturday» (Payami Remix) — 4:43

## Чарты

### Еженедельные чарты
| Чарт (2010)                        | Высшая позиция |
| ---------------------------------- | -------------- |
| Europe (European Hot 100 Singles)  | 59             |
| Ирландия (IRMA)                    | 37             |
| Новая Зеландия (Recorded Music NZ) | 14             |
| Poland (Video Chart)               | 1              |
| Словакия (Rádio — Top 100)         | 91             |
| Великобритания (OCC UK Singles)    | 21             |

## Сертификации
| Регион                                                       | Сертификация | Продажи |
| ------------------------------------------------------------ | ------------ | ------- |
| Новая Зеландия (RMNZ)                                        | Золотой      | 7500*   |
| * Данные о продажах приведены только на основе сертификации. |              |         |